# Basilica minore di Santa Maria Assunta (Botticino)
La basilica minore di Santa Maria Assunta è la parrocchiale di Botticino Sera, frazione del comune sparso di Botticino, in provincia e diocesi di Brescia; fa parte della zona pastorale di Rezzato.
Si trova nel centro del paese, poco distante dall'antica chiesa parrocchiale.

## Storia
La chiesa è un edificio a pianta longitudinale, con navata unica, che venne costruito a partire dal 1699 su iniziativa del parroco don Pietro Morari. Il progetto è attribuibile con molta probabilità a un componente della famiglia Spazzi (forse Bartolomeo).
La nuova chiesa venne adornata da nuovi altari marmorei e pale d'altare nei secoli XVII, XVIII, XIX e XX, mentre la definitiva decorazione del presbiterio e della volta si concluse solo nei primi decenni del Novecento.
Nel maggio del 2009 alla chiesa parrocchiale è stato conferito il titolo di basilica minore e di santuario diocesano dedicato a Sant'Arcangelo Tadini.

## Descrizione

### Esterno
La facciata è divisa in due dal grande cornicione centrale. Il portale è dominato da una soasa marmorea che racchiude la statua dell'Assunta, opera di pregevole fattura, attribuibile ad Antonio Ferretti scultore del XVIII secolo che operò nel bresciano.
Il campanile venne eretto nel Quattrocento e poi sopraelevato all'altezza attuale nel 1822, quando si decise di riutilizzarlo per la nuova parrocchiale.

### Interno
L'interno della chiesa è adornato da sculture, quadri, stucchi, affreschi e arredi vari di diverse epoche. I quadri della Via Crucis, di autore ignoto, risalgono al periodo tra la fine del Settecento e l'inizio dell'Ottocento.
I sette altari marmorei, con la balaustra dell'abside, costituiscono forse il più bell'insieme di opere d'arte che il Settecento bresciano abbia saputo offrirci: gli intarsi e le sculture che li adornano, di rara bellezza e fattura, sono attribuibili anch'essi ambito artistico di Antonio Calegari e Pietro Possenti.
La piccola cappella che si trova dopo l'altare di San Giuseppe Calasanzio contiene il fonte battesimale e il tabernacolo marmoreo del XVI secolo proveniente dalla vecchia parrocchiale.
La decorazione della chiesa intrapresa ai primi del Novecento ad opera di Gaetano Cresseri (1870-1933) venne interrotta a causa dell'improvvisa morte del pittore nel 1933, che a quel tempo aveva ultimato solo la Trasfigurazione e due degli evangelisti collocati negli angoli della navata San Giovanni e San Matteo. A lui subentrò Giovanni Bevilacqua (1871-1968) che dipinse la grande Ascensione sulla volta della navata, l'Assunzione della Vergine nell'abside e gli evangelisti San Luca e San Marco.
L'organo attuale è opera di Cesare Bernasconi di Varese, anno 1896, e consta di due manuali, 30 registri e circa 1500 canne.
La sagrestia maggiore, a est dell'abside, è adornata da un bellissimo armadio a muro del tardo settecento. Sulla volta della sagrestia minore, a ovest dell'abside, si trova un affresco settecentesco raffigurante San Pietro in gloria.

#### Altari
Il primo altare, sulla parete est, è dedicato a Sant'Antonio e conserva la pala settecentesca forse di Angelo Paglia o di Cifrondi con Madonna con Sant'Antonio abate, Sant'Antonio di Padova, San Bernardino e San Francesco di Paola.
Il secondo altare è invece dedicato a San Nicola da Tolentino (devozione nata dopo la peste del 1630) e probabile opera scultorea di Antonio Calegari; conserva la pala seicentesca con San Nicola tra i santi Giovanni Battista, Francesco d'Assisi e le anime del purgatorio, probabile opera di Bernardino Gandino.
Sul terzo altare dedicato al SS. Sacramento, e ora detto della Deposizione, è collocata la pala con Le tre Virtù teologali del pittore Giuseppe Tortelli (1662-1738) di Chiari, databile attorno al 1720.
Sul lato opposto, troviamo:
- l'altare della Madonna del Rosario, che intorno alla nicchia conserva le formelle dei Misteri del Rosario di autore anonimo settecentesco, mentre l'apparato marmoreo con le statue di san Domenico e santa Rosa è quasi sicuramente opera del Calegari o della sua scuola.
- l'altare di San Carlo Borromeo, con la pala di Grazio Cossali da Orzinuovi datata 1618, proveniente sicuramente dall'altare di San Carlo della vecchia parrocchiale.
- l'ultimo altare di San Giuseppe Calasanzio, con tela ottocentesca forse opera di Gabriele Rottini. Il tabernacolo marmoreo settecentesco è fiancheggiato da due ordini di balaustre e dalle statue dei santi Faustino e Giovita.

Sul presbiterio troviamo l'altare maggiore opera di scultori del primo settecento: il pregio artistico dell'altare è esaltato dall'utilizzo per gli intarsi della tecnica del commesso marmoreo, all'epoca molto ricercata e costosa.